# Fuga di cervelli

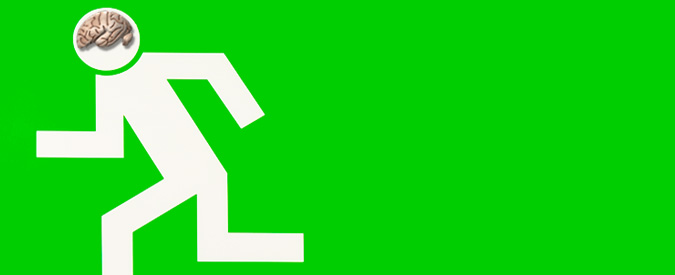
Cartello satirico sulla "fuga dei cervelli".

L'espressione "fuga dei cervelli" (in inglese human capital flight, o spesso brain drain) indica l'emigrazione verso Paesi stranieri di persone di talento o alta specializzazione professionale formatesi in madrepatria. Tale termine, riferito al cosiddetto "capitale umano", rievoca quello della "fuga dei capitali", ovvero il disinvestimento economico da ambienti non favorevoli all'impresa. Il fenomeno è generalmente visto con preoccupazione perché rischia di rallentare il progresso culturale, tecnologico ed economico dei Paesi dai quali avviene la fuga, fino a rendere difficile lo stesso ricambio della classe docente.
Il fatto che giovani neolaureati e neodottorati vadano a lavorare in università e centri di ricerca di altre nazioni è fisiologico, ai nostri giorni, perché connaturato alla forte globalizzazione attuale della ricerca. I grandi centri di ricerca attirano persone brillanti provenienti da tutto il mondo. La mobilità degli studiosi è un fenomeno comune fin dagli albori delle università e di per sé un fattore di arricchimento culturale e professionale, perché la ricerca non conosce frontiere.
Il problema per un Paese nasce quando il saldo tra gli studiosi che partono e quelli che arrivano è negativo, cioè quando un Paese non riesce ad attirare tanti studiosi quanti quelli che se ne sono andati.

## Europa

### Antisemitismo europeo e fuga negli Stati Uniti
Durante gli anni '30 e '40 del '900, le legislazioni di vari Stati europei (soprattutto la Germania nazista e l'Ungheria nazionalista) e l'Olocausto resero difficile la vita e costrinse all'emigrazione un gran numero di intellettuali ebrei (o che avevano legami con persone ebree) verso principalmente i paesi anglosassoni. Alcuni esempi famosi sono:
- Albert Einstein (ebreo tedesco, emigrò negli Stati Uniti nel 1933);
- Sigmund Freud (ebreo austriaco, emigrò a Londra nel 1938, due mesi dopo l'Anschluss);
- Enrico Fermi (italiano sposato con un'ebrea, emigrò negli Stati Uniti nel 1938);
- Niels Bohr (danese, figlio di una donna di origine ebraica, fuggì in Svezia e poi negli USA nel 1943);
- Theodore von Kármán (ebreo ungherese, emigrò negli USA nel 1930);
- John von Neumann (ebreo ungherese, emigrò negli USA negli anni '30)

I nazisti perseguirono anche i socialisti e i liberali, estendendo l'esodo di intellettuali. L'Università di Gottinga, fino agli anni '30 il principale istituto di matematica e fisica, perse il suo primato a favore dell'Institute for Advanced Study di Princeton, proprio a causa di tali epurazioni. La più importante scuola del XX secolo, la Bauhaus, fu chiusa dai nazisti e i suoi fondatori si trasferirono negli Stati Uniti. Molti intellettuali ungheresi (chiamati "i Marziani") abbandonarono all'epoca l'Ungheria per trasferirsi negli Stati Uniti.

### Il fenomeno in Italia
Al 2019, il fenomeno aveva interessato circa 300 000 italiani ogni anno e un totale di due milioni di migranti nel decennio precedente.
Confindustria aveva stimato un costo di perdita del capitale umano pari a quattordici miliardi di euro ogni anno, contestualmente ad un sovradimensionamento medio degli organici delle aziende private e ad un fabbisogno di quattro milioni di posizioni ancora non occupate che l'INAIL comunicava per i comparti pubblici della sanità, istruzione, difesa e burocrazia statale.

#### La "fuga" dei dottorandi
L'importo della borsa di studio per un dottorato di ricerca in Italia è generalmente inferiore rispetto ad altri Paesi avanzati, e i giovani ricercatori migliori trovano facilmente lavoro presso università e centri di ricerca stranieri, con livelli di retribuzione adeguati, migliori tutele e, soprattutto, interessanti prospettive di ricerca e inserimento nel mondo del lavoro. Si stima che gli studenti italiani iscritti presso corsi di dottorato all'estero siano tra i dieci e i quindici mila.
Le ragioni di tale fenomeno emergono chiaramente dalla voce stessa dei ricercatori, raccolte in due libri, Cervelli in Fuga e Cervelli in Gabbia, a cura dell'Associazione dottorandi e dottori di ricerca italiani.
Una parte consistente delle persone che conseguono il dottorato di ricerca in Italia trova occupazione in altri Paesi. Circa il 13% per il totale dei dottorati lavora all'estero, ma nelle materie scientifiche si arriva addirittura a un terzo. La retribuzione dei dottori di ricerca italiani all'estero è circa di mille euro superiore di quella dei loro colleghi che rimangono in Italia.

#### La fuga dei laureati in generale
La fuga dei cervelli dall'Italia non è un fenomeno che si manifesta unicamente nel mondo della ricerca. Molti giovani neolaureati interessati ad utilizzare e sviluppare le proprie capacità lasciano l'Italia poiché non riescono a trovarvi posizioni adatte alle loro capacità, ben remunerate e soprattutto con migliori prospettive di fare carriera.
I dati disponibili non consentono di stimare con precisione quanto sia la perdita annuale, ma è verosimile ritenere che per quattro anni, dal 1996 al 1999, hanno lasciato il paese 12 000 laureati, in media 3 000 all'anno. Nel 2000 il tasso di espatrio dei laureati si attestava al 7%. Secondo una recente ricerca dell'Icom, solo riguardo ai proventi da brevetto, l'Italia avrebbe perso circa quattro miliardi di euro negli ultimi vent'anni. Inoltre, «il 35 per cento dei 500 migliori ricercatori italiani nei principali settori di ricerca abbandona il Paese; fra i primi 100 è addirittura uno su due a scegliere di andarsene perché in Italia non riesce a lavorare» nonostante, secondo Andrea Lenzi, Presidente Consiglio Universitario Nazionale, «i nostri ricercatori possiedano un indice di produttività individuale eccellente».

#### La fuga degli informatici
Un fenomeno degli anni 2010 è anche la fuga in massa di figure specializzate ed esperte nell'IT sia laureate che diplomate, figure altamente richieste in paesi dalla forte vocazione informatica come Regno Unito ed Irlanda, ma tra le mete ci sono anche paesi che erano considerati in via di sviluppo nei decenni precedenti come la Polonia.

#### Provvedimenti legislativi
Diversi governi italiani hanno tentato di trattenere, far rientrare o attrarre giovani talenti dall’estero, con provvedimenti ad hoc. Già nel 2001, l’allora ministro dell’Università e della Ricerca Scientifica e Tecnologica, Ortensio Zecchino, varò un programma chiamato “Rientro dei cervelli”, indirizzato ai ricercatori che si trovavano all’estero (sia italiani che stranieri) da almeno 3 anni, con uno stanziamento annuo di 40 miliardi di lire per un triennio (20 miliardi destinati alle retribuzioni dei ricercatori presso le Università, altri 20 per finanziare i progetti di ricerca). Tuttavia, il provvedimento non ottenne i risultati sperati poiché, nel 2006, solo 466 ricercatori italiani su 50 000 erano rientrati in patria.
Nel 2010, l’allora deputato PdL Maurizio Lupi ed Enrico Letta, deputato PD, presentarono una proposta di legge bipartisan approvata nel 2012, che prevedeva sgravi fiscali per i nati dopo il 1º gennaio 1969 che tornavano dall’estero per lavorare in Italia. I requisiti necessari erano: aver maturato un periodo di lavoro all’estero di almeno 24 mesi consecutivi ed essere cittadini comunitari. Il provvedimento, dunque, non era rivolto ai soli italiani. Unico vincolo era quello di mantenere la residenza in Italia per almeno 5 anni. Il provvedimento, chiamato “Controesodo”, garantiva vantaggi fiscali, attraverso una riduzione del reddito imponibile, per tre anni. Vantaggi fiscali che venivano maggiorati nel caso il beneficiario fosse una donna.
Più di recente, in particolare dal 1º gennaio 2017 (Legge di Bilancio 2017), è stata introdotta un’agevolazione fiscale per i cosiddetti “impatriati”, con una tassazione del 30% per l’anno di imposta 2016, e del 50% a partire dal periodo di imposta 2017 e per i tre successivi. Per accedervi, bisogna essere laureati, aver svolto attività di lavoro dipendente, autonomo o di impresa all'estero per due anni o aver studiato fuori per lo stesso periodo di tempo e aver conseguito un titolo. È necessario trasferire la residenza fiscale in Italia e svolgere attività di lavoro autonomo o dipendente. Inoltre, ancora in corso (poiché riconfermato anche per l’anno 2018) il programma “Giovani ricercatori Rita Levi Montalcini”, varato per la prima volta nel 2009.

## Nella musica
Una canzone del rapper pugliese Caparezza dal titolo Goodbye Malinconia, cantata con Tony Hadley e uscita nel gennaio del 2011, tratta dell'argomento della fuga dei cervelli dall'Italia.

### Riferimenti normativi
- Art. 5 del Decreto-legge 30 aprile 2019, n. 34 - Misure urgenti di crescita economica e per la risoluzione di specifiche situazioni di crisi.